# Three Days Grace (album)
Albums de Three Days Grace
Waves of Popular Feeling
(1995) One-X
(2006)
Singles
1. I Hate Everything About You
Sortie : 28 avril 2003
2. Just Like You
Sortie : 29 mars 2004
3. Home
Sortie : 4 octobre 2004
4. Wake Up
Sortie : 10 janvier 2005

Three Days Grace est le premier album officiel du groupe Three Days Grace sorti le 22 juillet 2003.  
Le groupe avait enregistré un premier album sous leur ancien nom, Groundswell, qui était Waves of Popular Feelings, sorti en 1995 quelques mois avant leur séparation.  

## Liste des pistes
| No  | Titre                       | Durée |
| --- | --------------------------- | ----- |
| 1.  | Burn                        | 4:28  |
| 2.  | Just Like You               | 3:07  |
| 3.  | I Hate Everything About You | 3:52  |
| 4.  | Home                        | 4:21  |
| 5.  | Scared                      | 3:14  |
| 6.  | Let You Down                | 3:45  |
| 7.  | Now Or Never                | 3:01  |
| 8.  | Born Like This              | 3:33  |
| 9.  | Drown                       | 3:29  |
| 10. | Wake Up                     | 3:25  |
| 11. | Take Me Under               | 4:19  |
| 12. | Overrated                   | 3:31  |

| 13. | I Hate Everything About You (Live Acoustic - Rolling Stone Original EP) | 3:58 |
| 14. | Are You Ready                                                           | 2:46 |
| 15. | Drown (Live Acoustic - Rolling Stone Original EP)                       | 4:06 |